# Heinz Möhrdel
Heinz Möhrdel (* 25. Januar 1945 in Bad Dürrenberg) ist ein deutscher Gebrauchsgrafiker.

## Leben und Werk
Möhrdel besuchte nach der Grundschule von 1961 bis 1963 die Arbeiter- und Bauernfakultät für bildende Kunst an der Hochschule für Bildende Künste Dresden. Danach absolvierte er in Berlin bis 1965 eine Lehre als Gebrauchswerber. Er arbeitete in seinem Beruf und studierte dann von 1967 bis 1970 Gebrauchsgrafik an der Fachschule für Werbung und Gestaltung Berlin-Schöneweide. Von 1970 bis 1973 war er Gebrauchsgrafiker bei der DEWAG in Halle/Saale. Dann machte er sich in Halle als Gebrauchsgrafiker selbstständig. Daneben absolviert er von 1971 bis 1975 ein externes Studium an der Kunsthochschule Berlin-Weißensee.
Möhrdel gehörte in den 1970er und 1980er Jahren zu den wichtigsten Gebrauchsgrafikern Halles und war bis 1990 Mitglied des Verband Bildender Künstler der DDR. Er designete u. a. Verpackungen für in der DDR populäre Waren wie das Waschmittel Spee und die Hallorenkugeln. Außerdem entwarf er Plakate. 1976 erhielt er einen Anerkennungspreis im Plakatwettbewerb Engagement – Solidarität. Er machte auch architekturbezogene Arbeiten und entwarf die Einrichtung von Läden und Gaststätten. 1984 schuf er für Halle-Neustadt das Stadtwappen. Besonders bekannt wurden aber vor allem die von ihm entworfenen Etiketten für Bier-, Wein- und Spirituosen-Flaschen.
Möhrdel berichtete: „Nach dem Fall der Mauer war die Arbeit von uns Gebrauchsgrafikern kaum mehr etwas wert. Es wurden lieber die Kollegen aus den alten Bundesländern beauftragt, weil die angeblich mehr konnten.“ Er hatte Glück, dass er zufällig einen Braumeister aus Kulmbach kennenlernte, der ihn fragte, ob er nicht auch für dessen Brauerei Etiketten herstellen möchte. Möhrdel zog daraufhin 1992 nach Mainleus, wo er nun fast nur noch Etiketten entwirft, vor allem für Brauereien in Franken und die Spirituosenzulieferer von Supermärkten. Neben seiner Arbeit als Gebrauchsgrafiker betreibt Möhrdel in Mainleus-Schmeilsdorf eine Weinstube.
Möhrdel ist u. a. mit dem Grafiker Lutz Grumbach befreundet.

## Architekturbezogene Werke

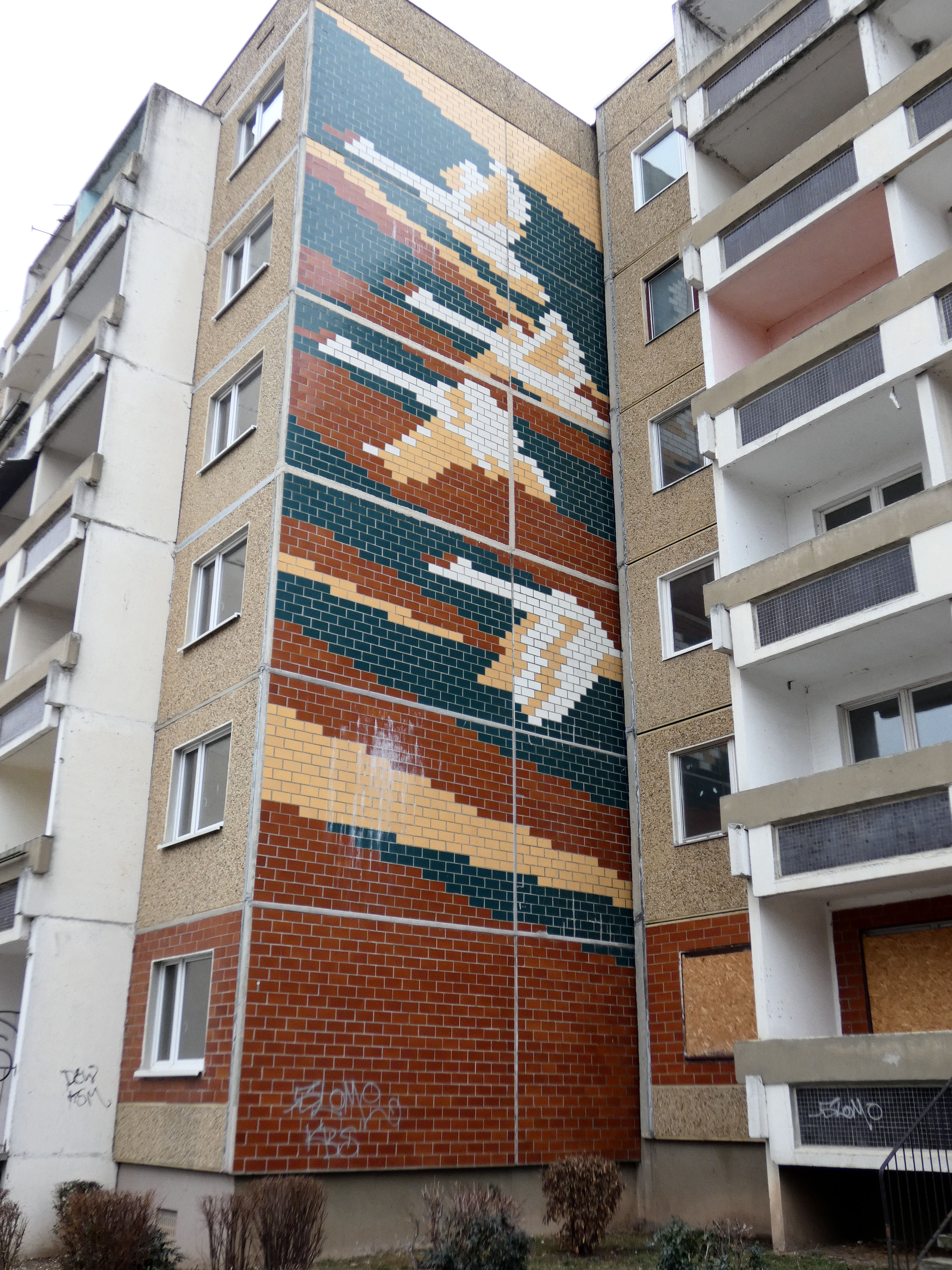
Wandbild Flug der Schwäne

- Flug der Schwäne (1983/1984; zweiteiliges Wandbild an Wohnhäusern; Halle, Johann-Sebastian-Bach-Straße)[3]
- Namenszug am Eingang der damaligen Gaststätte Schellenmoritz (1986; Ausführung in Metall und Industrieemail; Halle, Am Knoten 46; mit Norbert Wienzkowsky)

## Ausstellungen (unvollständig)

### Einzelausstellung
- 2019: Halle/Saale, Schwemme-Brauerei („Heinz Möhrdel -Schwarz-Weiß-Fotografie der 60er“)[4]

### Ausstellungsbeteiligungen
- 1974 und 1979: Halle/Saale, Bezirkskunstausstellungen
- 1977/1978, 1982/1983 und 1987/1988: Dresden, VIII. bis X. Kunstausstellung der DDR
- 1978: Halle/Saale, Staatliche Galerie Moritzburg und Galerie Roter Turm („Das Plakat im Bezirk Halle“)
- 1979/1980: Hannover, Kunstverein Hannover („Kunst aus der DDR. Bezirk Halle“)
- 2018: Halle/Saale, Stadtmuseum („Masse und Klasse. Hallesche Gebrauchsgrafik im DDR-Kontext“)